# Gülüstan (Goranboy)
 (août 2019).
Améliorez-le ou discutez des points à vérifier. 
Gülüstan (en arménien: Գյուլիստան, Gyulistan) est un village du raïon de Goranboy en Azerbaïdjan qui fait partie de la municipalité de Buzluq. Gülüstan (گلستان Gulistan / Golestan) est un mot persan qui signifie le jardin de fleurs.

## Histoire
Entre le 16e et le 18e siècle, la forteresse de Gulistan (à 3 km du village) était le siège de la Principauté du Gulistan sous la direction de la famille arménienne Melik Beglarian, l'un des Cinq Melikdoms du Karabakh.
Gülüstan a une signification historique en tant que village où le traité de Gulistan a été signé entre l'empire russe et l'Iran Qajar le 12 octobre 1813, mettant ainsi fin à une guerre russo-persane longue de neuf ans. Selon l'accord, Qajar Iran était contraint de reconnaître la domination russe sur les territoires situés au nord de l'Arax (à savoir les territoires actuels du Daghestan, de la Géorgie, du Nord de l'Arménie et de la majeure partie de l'Azerbaïdjan actuel sans Talysh), à l'exception des Khanates d'Erivan et de Nakhitchevan.
À l'époque soviétique, le village faisait partie de la région de Shahumyan, une unité administrative à majorité arménienne située à l'extérieur de l'oblast autonome du Haut-Karabakh. Avant 1991, le village était habité par des Arméniens de souche qui avaient fui à la suite de l'opération Goranboy. La région de Shahumian a ensuite été intégrée au district de Goranboy. Actuellement, le Gülüstan est situé à proximité de la ligne de contact entre l’armée de défense du Haut-Karabakh (qui revendique le village) et l’armée de l’Azerbaïdjan.
Le 3 mars 1992, un hélicoptère de transport arménien Mi-26 transportant à bord environ 50 femmes et enfants de Gülüstan a été abattu à l'aide d'une roquette MANPADS depuis le territoire contrôlé par l'Azerbaïdjan et 16 personnes ont été tuées.
Parmi les personnalités originaires du village, on compte Garegin Balayan (1912-1943, héros de l'Union soviétique) et Shahen Meghrian (1952-1993, commandant militaire de la région de Shahumyan de la RKR).